# Hans Kellerhals
Hans Kellerhals (* 5. April 1897; † 7. Januar 1966) war ein Schweizer Justizvollzugsbeamter.

## Leben

### Familie
Hans Kellerhals war der Sohn von Otto Kellerhals (* 20. Mai 1870 in Aarwangen; † 24. April 1945 in der Domäne Witzwil bei Ins), Strafanstaltsdirektor der Anstalten Witzwil und dessen Ehefrau Anna (* 1871; † 4. September 1966), Tochter des Regierungsrats Alfred Scheurer und die Schwester von Bundesrat Karl Scheurer; seine Mutter war ebenfalls in den Anstalten Witzwil als Mitarbeiterin beschäftigt und redigierte die Hauszeitschrift Unser Blatt. Seine Brüder waren:
- Otto Kellerhals, Direktor der Eidgenössischen Alkoholverwaltung;
- Rudolf Kellerhals, Fürsprecher und Präsident der Rekurskommission;
- Arnold Kellerhals, Schweizer Verwaltungsdirektor.

Er war verheiratet mit der Lehrerin Martha (geb. Stucki) (* 1900; † 14. August 1987) aus Ins, die ebenfalls die Witzweiler Monatszeitung Unser Blatt redigierte; gemeinsam hatten sie mehrere Kinder.

### Werdegang
Hans Kellerhals besuchte die Primarschule in Aarwangen, die Sekundarschule in Langenthal und das Gymnasium in Bern.
Nach einem Studium an der Eidgenössischen Technischen Hochschule (ETH) in Zürich promovierte er 1921 zum Dipl.-Ing. Agr. und absolvierte anschliessend ein mehrjähriges Praktikum in der Landwirtschaft und im Strafvollzug in den USA. Bei der Rückreise besuchte er verschiedene Strafanstalten in Holland und Deutschland; sein Studienkollege in Zürich war der spätere Bundesrat Friedrich Traugott Wahlen, mit dem er später zusammen arbeitete und befreundet war.
Nach seiner Rückkehr in die Schweiz war er von 1922 in der Strafanstalt Witzwil als Adjunkt tätig, bevor er am 1. Juli 1937 seinen Vater als Direktor ablöste. Er war bis 1963 in diesem Amt tätig und gab es dann an seinen Nachfolger Emil Loosli (* 1920) ab.

### Berufliches Wirken
Gemeinsam mit Samuel Grandjean (1902–1987) und Hermann Gutknecht (1902–1970) gehörte Hans Kellerhals zu den Pionieren der Umsetzung der Silage-Technik in der landwirtschaftlichen Praxis. Er arbeitete hierbei auch eng mit dem Vorsteher Friedrich Traugott Wahlen, mit dem er an der ETH Agronomie studiert hatte, von der Forschungsanstalt Zürich-Oerlikon zusammen. Er gehörte einer einflussreichen Gruppe von Agronomen an, zu denen unter anderem auch der Direktor der Strafanstalt Thorberg, Jakob Werren († 1970) gehörte, die enge Beziehungen zur agrarischen Praxis sowie auch zur Agrarforschung hatten.
1947 kam es gegen ihn zu Ermittlungen wegen der ungesetzlichen Bestrafungsart Wolldeckenwickel, die unter seinem Vater eingeführt worden war und die er fortgeführt hatte; diese Ermittlungen blieben für ihn jedoch folgenlos, vielmehr sprachen sich ehemalige Internierte der Anstalt Witzwil für seine Führung als Direktor aus.
Vom Bundesrat wurde er mehrmals als Vertreter der Schweiz für internationale Gefängniskongresse nominiert. Dazu war er auch 1957 UNO-Delegierter am Kongress für Gefangenenwesen in Tokio und besuchte hierbei mehrere Gefängnisanstalten in Asien. In den Anstalten Witzwil stand er zeitweise bis zu 700 Insassen und hundert Beschäftigten vor.
Er leistete eine Vorarbeit an der Revision des Schweizerischen Strafgesetzbuches, in dem er darauf drang, nicht zwischen Gefängnis- und Zuchthausgefangenen, sondern zwischen Erstmalige und Rückfällige zu unterscheiden.
Sein Nachfolger als Direktor der Strafanstalt wurde 1963 Emil Loosli.
1927 wurde er zum Hauptmann in der Artillerie der Schweizer Armee befördert und war bei der Übernahme des Direktorats der Anstalten Witzwil im Dienstgrad Major und Kommandant der Feldartillerieabteilung 11. Bis 1939 war er zum Oberstleutnant befördert worden.

### Gesellschaftliches Wirken
Hans Kellerhals war von 1947 bis 1957 Präsident der Schweizerischen Silo-Vereinigung. Er präsidierte auch von 1944 bis 1966 die Vereinigung der Rübenpflanzer der Zuckerfabrik und Raffinerie AG Aarberg sowie von 1942 bis 1947 die Bernische Silo-Vereinigung. Als Vizepräsident war er seit 1946 im Verband Schweizerischer Edelschweinezüchter tätig; dazu war er als Präsident der Kommission für Pflanzenbau von 1928 bis 1936 und von 1943 bis 1949 sowie seit 1942 Präsident der Kommission für Rindvieh- und Schweinezucht in der Ökonomischen und gemeinnützigen Gesellschaft des Kantons Bern tätig. Von 1933 bis 1934 war er Kassierer und von 1934 bis 1941 Vizepräsident des Schweizerischen Verbands der Lehrer an landwirtschaftlichen Schulen und der Ingenieur-Agronomen.
Er war Mitglied im Vorstand des Schweizer Bauernverbandes.
Er war Ehrenpräsident des Organisationskomitees, dass das seeländische Hornusserfest in Gampelen ausrichtete.
1947 wurde er in den Vorstand der Eisenbahngesellschaft Bern-Neuenburg-Bahn gewählt.
1964 erhielt er seine Bestätigung als Präsident der Aufsichtskommission der eidgenössischen land- und milchviehwirtschaftlichen Versuchanstalten; nach seinem Tod folgte ihm Robert Piot (1899–1978) in diesem Amt.
Von 1963 bis zu seinem Tod war er Gemeindepräsident der Gemeinde Ins.

## Mitgliedschaften
Hans Kellerhals war Ehrenmitglied des Schweizerischen Vereins für Straf-, Gefängniswesen und Schutzaufsicht. Er gehörte auch als Mitglied dem Bernischen Verein für Schutzaufsicht und der Expertenkommission für die Revision des Schweizerischen Strafgesetzbuches an.
1930 wurde er bei der Gründung des Vereins der Bäuerinnenschule Uttewill in den Vorstand gewählt.
1945 war er Mitglied der Berner Kommission für Deutschland-Hilfe Kinderhilfe für Frankfurt am Main.

## Schriften (Auswahl)
- Die offene Anstalt für Strafgefangene. In: Der Bund vom 23. Oktober 1955.
- Die Anstalten in Witzwil. Witzwil 1955
- Meine Erfahrungen als Leiter eines landwirtschaftlichen Grossbetriebes. In: Schweizerische Landwirtschaftliche Monatshefte 40 (1962), S. 3–30